# Port lotniczy Ørsta/Volda
Port lotniczy Ørsta/Volda – krajowy port lotniczy położony w Hovden. Jest jednym z największych portów lotniczych w zachodniej Norwegii.

## Linie lotnicze i połączenia
| Linia lotnicza | Kierunek                                                     |
| -------------- | ------------------------------------------------------------ |
| Widerøe        | 1. Bergen 2. Oslo-Gardermoen 3. Sogndal Sezonowo: 1. Sandane |